# Antonio González de Balcarce
Antonio González Balcarce (Buenos Aires, 24 giugno 1774 – Buenos Aires, 5 agosto 1819) è stato un militare e politico argentino.
Si distinse nelle guerre d'indipendenza sudamericane ed occupò per un breve periodo la carica di Direttore Supremo delle Province Unite del Río de la Plata.

## Biografia
Figlio di un militare, Francisco González Balcarce, e nipote da parte di madre di un governatore coloniale del Paraguay, si arruolò come cadetto a 12 anni nell'esercito spagnolo.
Partecipò alla difesa di Montevideo durante le invasioni inglesi del 1806; preso prigioniero, fu portato a Londra, dove fu in seguito liberato. In Spagna combatté al fianco del generale José de San Martín contro gli eserciti di Napoleone.
Tornato a Buenos Aires, aderì alla causa indipendentista, partecipando nel 1810 alla Rivoluzione di Maggio. Fu in seguito inviato in Alto Perù, dove partecipò alla campagna militare come secondo di Francisco Ortiz de Ocampo, che in seguito rimpiazzò al comando della spedizione. A Córdoba soffocò la controrivoluzione sollevata dall'ex viceré Santiago de Liniers, che alla fine catturò e fu giustiziato per ordine del suo commissario politico, Juan José Castelli. Il 7 novembre 1810 il suo trionfo nella battaglia di Suipacha gli valse la nomina di brigadiere.
Fu intendente nel 1813 e poi governatore di Buenos Aires nel 1815; l'anno seguente fu nominato per breve tempo Direttore Supremo provvisorio, carica dalla quale fu costretto a dimettersi per i suoi contrasti con José Gervasio Artigas e con il nuovo governatore della provincia di Santa Fe, Mariano Vera.
Assegnato all'Esercito delle Ande, fu a fianco di San Martín in Cile durante le battaglie di Cancha Rayada e di Maipú; in assenza del suo comandante ottenne poi la vittoria nella battaglia del Bio Bío nel 1819.
Tornato malato a Buenos Aires, morì il 5 agosto 1819.